# Media greba

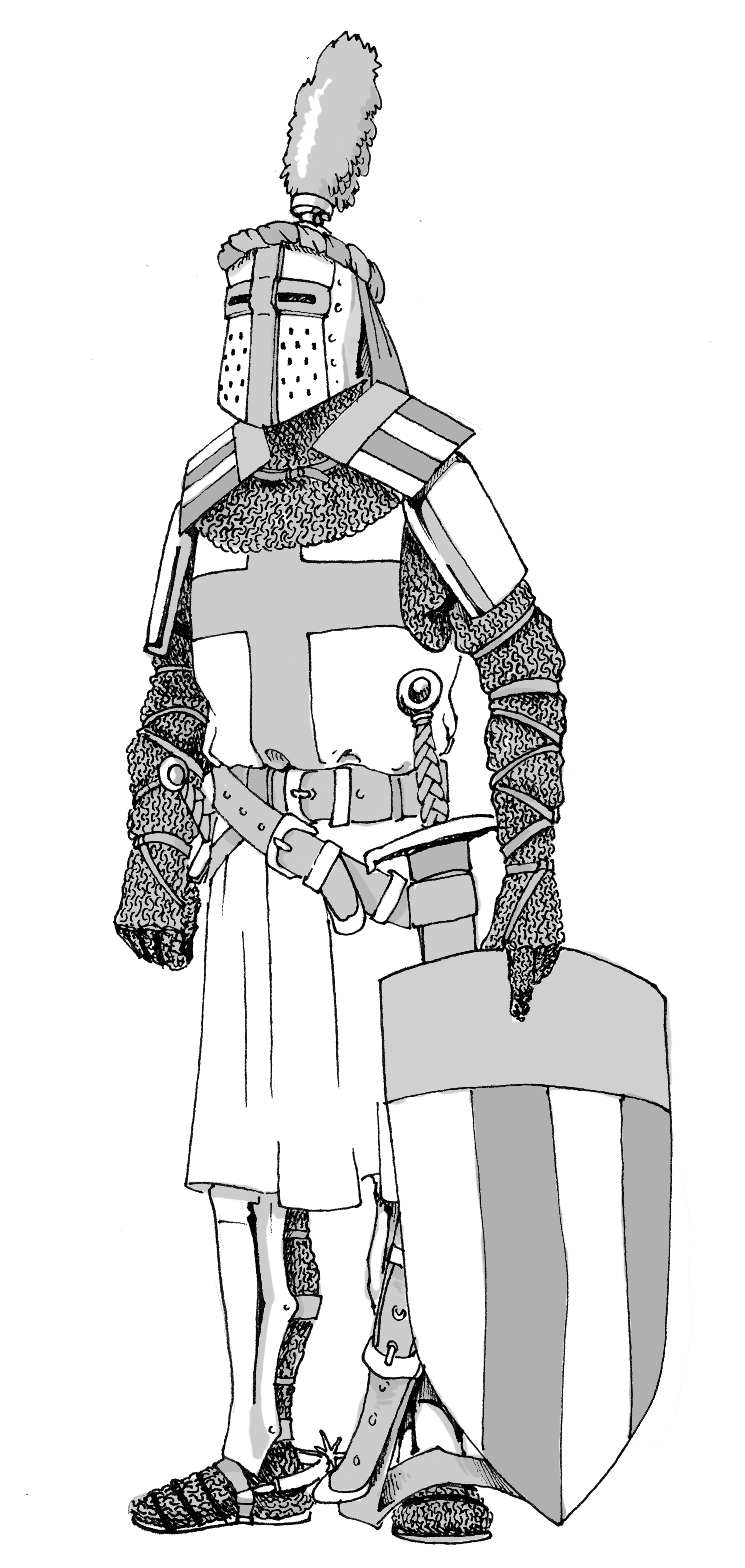
En esta imagen, el caballero del usa espinilleras, y no grebas.

La media greba o espinillera es una parte de la armadura de placas de acero, que consiste en una protección metálica para las canillas, atada con correas de cuero a los gemelos. No debe confundirse con la greba, pues esta cubre enteramente la parte inferior de la pierna, en lugar de solo la parte frontal.